# Moon Patrol

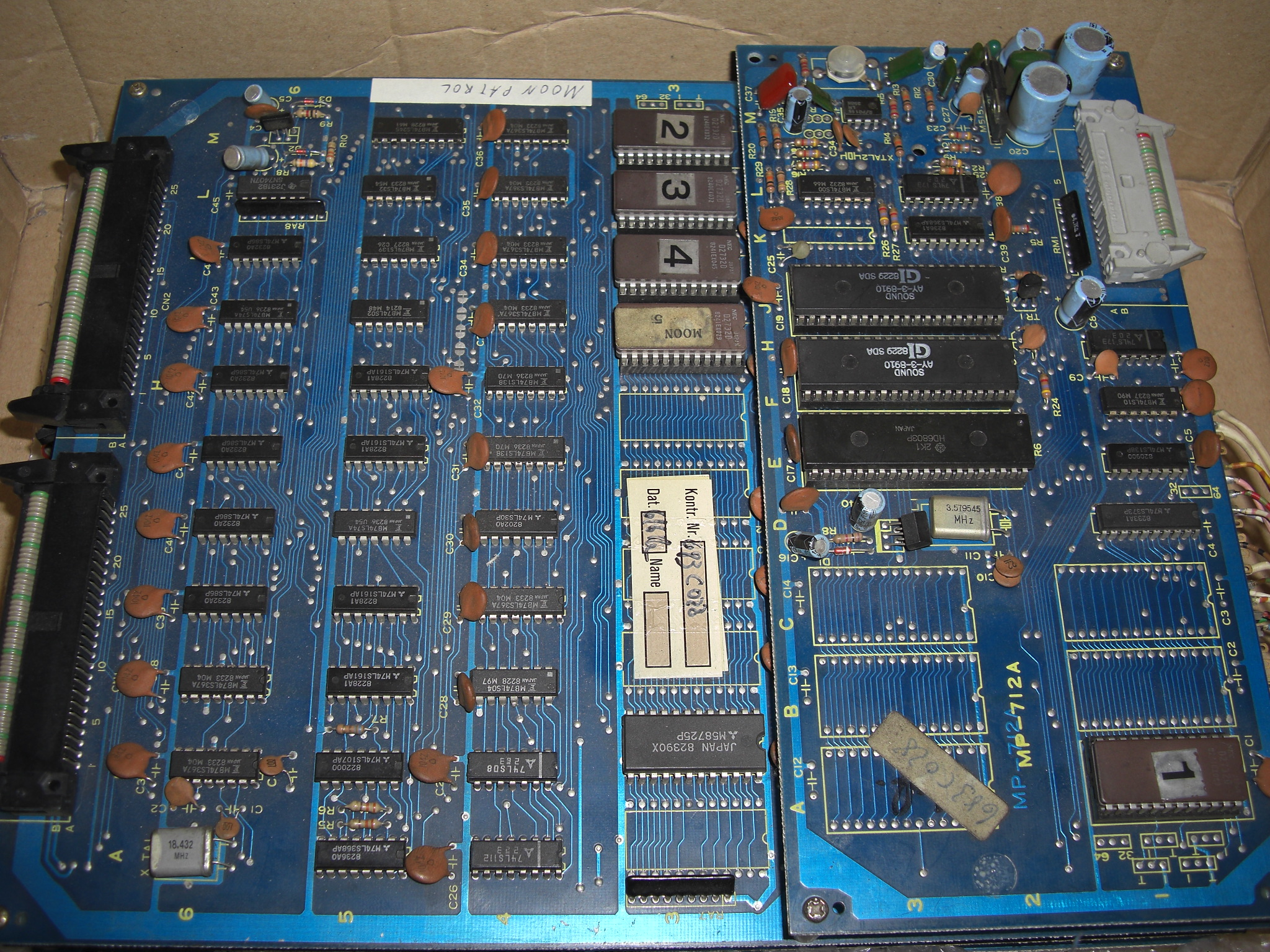
Die original Arcade-Leiterplatten von Moon Patrol

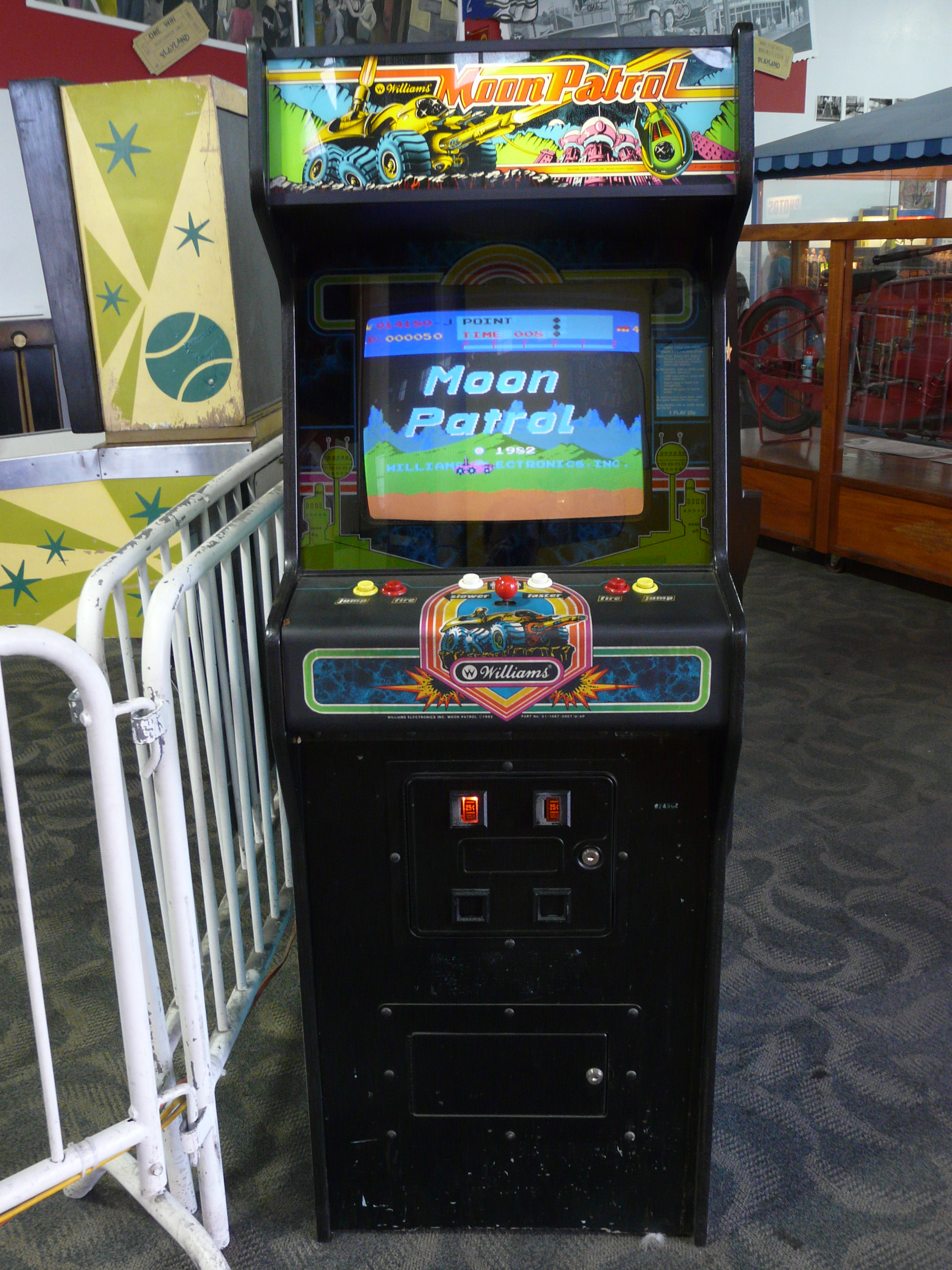
Arcade-Automat mit Moon Patrol

Moon Patrol ist ein klassisches Arcade-Spiel des japanischen Spieleherstellers Irem, welches im Jahr 1982 erstmals veröffentlicht wurde. Später wurde das Spiel für viele weitere Systeme portiert.

## Spielprinzip
Der Spieler steuert einen Moon Buggy, den er von der Seite auf dem Spielfeld sieht und der über die Mondoberfläche fährt. Während er das Mondauto fährt, muss er Hindernissen wie Kratern oder Minen ausweichen. Das Mondauto wird gleichzeitig von Ufos aus der Luft und von Panzern, die zu Lande unterwegs sind, angegriffen. Moon Patrol war eines der ersten Videospiele, bei dem das seitliche Scrolling in das Spielprinzip eingeführt wurde. Das erste war Defender. Bei Moon Patrol handelt es sich aber um Parallax-Scrolling, wobei sich der Vordergrund im Vergleich zum Hintergrund schneller bewegt.
Die Karte ist in fünf verschiedene Abschnitte unterteilt (E, J, O, T und Z). Wie bei Rennspielen dienen diese als Checkpoints, bei denen die Zeiten mit dem Durchschnitt verglichen werden.

## Sonstiges
Zu Moon Patrol gibt es einen Bootleg unter dem Namen Moon Ranger. Die Arcade-Hardware M-52 von Irem ist der Vorläufer und sehr ähnlich der Irem M-62.

## Portierungen
- Schneider CPC (1984)
- Apple II
- Atari 2600 (1983)
- Atari 5200 (1983)
- Atari 800 (1982)
- Atari ST (1987)
- ColecoVision (1984)
- Commodore 16 als Moon Buggy (1985)
- Commodore 64 (1983)
- Dreamcast auf Midway's Greatest Arcade Hits Vol 2 (2000)
- Game Boy Color (dito)
- Intellivision als Space Patrol (2007)
- MSX (1984)
- PC-DOS (1983)
- PC-Windows auf Arcade's Greatest Hits - The Midway Collection 2 (1997)
- PlayStation (dito)
- TI-99/4A (1983)
- VC 20 (1983)
- ZX Spectrum (1984)
- LCD Handheld (1982 von Gakken)
- Nintendo Switch (2018)
- Smartphone (2019)

## Rezeption
Die deutsche Power Play bezeichnete das Spiel als „echten Klassiker mit recht viel Abwechslung“. Die getestete Atari-XE-Version stelle eine komplette Portierung des Spielautomaten dar und sei „nicht überragend“, bewahre aber den Spielwitz des Originals. Moniert wurden technische Unzulänglichkeiten, die darauf beruhten, dass Hardwarespezifikationen wie die fehlende Tastatur des Testmodells Atari XEGS nicht berücksichtigt wurden.